# Discografia dei Change
Questa pagina contiene la discografia dei Change, che al 2023 è composta da otto album di inediti e venticinque singoli. I dischi del gruppo musicale sono stati pubblicati dalle etichette discografiche Warner Records, Atlantic Records, Fonte Records e ODC Records.

## Album in studio
| 1980                                           | The Glow of Love - Etichetta: Goody Music     | 29  | 10 | 22 | —  | —  | - US: Oro |
| 1981                                           | Miracles - Etichetta: Goody Music             | 46  | 9  | 20 | —  | —  |           |
| 1982                                           | Sharing Your Love - Etichetta: Memory Records | 66  | 14 | —  | —  | —  |           |
| 1983                                           | This Is Your Time - Etichetta: Memory Records | 161 | 34 | —  | —  | —  |           |
| 1984                                           | Change of Heart - Etichetta: Five Records     | 102 | 15 | —  | 24 | 34 |           |
| 1985                                           | Turn on Your Radio - Etichetta: Reinassance   | 208 | 64 | —  | —  | 39 |           |
| 2010                                           | Change Your Mind - Etichetta: Fonte Records   | —   | —  | —  | —  | —  |           |
| 2018                                           | Love 4 Love - Etichetta: ODC Records          | —   | —  | —  | —  | —  |           |
| "—" indica un album non entrato in classifica. |                                               |     |    |    |    |    |           |

## Singoli
| 1980                                             | A Lover's Holiday                          | 40 | 4  | 1  | —  | —  | 15 | 24 | 14 | The Glow of Love   |
| 1980                                             | Searching                                  | —  | 23 | 1  | 22 | —  | —  | —  | 11 | The Glow of Love   |
| 1980                                             | The Glow of Love                           | —  | 49 | 1  | —  | 2  | —  | —  | 14 | The Glow of Love   |
| 1981                                             | Paradise                                   | 80 | 7  | 1  | —  | 47 | —  | —  | —  | Miracles           |
| 1981                                             | Hold Tight                                 | 89 | 40 | 1  | —  | —  | —  | —  |    | Miracles           |
| 1981                                             | Heaven of My Life                          | —  | —  | 1  | —  | —  | —  | —  | —  | Miracles           |
| 1981                                             | Stop for Love                              | —  | —  | —  | —  | —  | —  | —  | —  | Miracles           |
| 1981                                             | Miracles (promo)                           | —  | —  | —  | —  | —  | —  | —  | —  | Miracles           |
| 1982                                             | The Very Best in You                       | 84 | 16 | 30 | —  | —  | —  | —  | —  | Sharing Your Love  |
| 1982                                             | Hard Times (It's Gonna Be Alright) (promo) | —  | 71 | —  | —  | —  | —  | —  | —  | Sharing Your Love  |
| 1982                                             | Sharing Your Love (promo)                  | —  | —  | —  | —  | —  | —  | —  | —  | Sharing Your Love  |
| 1982                                             | Oh What a Night                            | —  | —  | —  | —  | —  | —  | —  | —  | Sharing Your Love  |
| 1982                                             | Keep On It                                 | —  | —  | —  | —  | —  | —  | —  | —  | Sharing Your Love  |
| 1983                                             | This is Your Time                          | —  | 33 | 39 | —  | —  | —  | —  | —  | This is Your Time  |
| 1983                                             | Magical Night                              | —  | —  | —  | —  | —  | —  | —  | —  | This is Your Time  |
| 1983                                             | Don't Wait Another Night (promo)           | —  | 89 | —  | —  | —  | —  | —  | —  | This is Your Time  |
| 1983                                             | Got to Get Up (promo)                      | —  | —  | —  | —  | —  | —  | —  | —  | This is Your Time  |
| 1984                                             | Change of Heart                            | —  | 7  | 17 | 14 | —  | 17 | —  | 17 | Change of Heart    |
| 1984                                             | It Burns Me Up (promo)                     | —  | 61 | —  | —  | —  | —  | —  | —  | Change of Heart    |
| 1984                                             | You Are My Melody                          | —  | —  | —  | —  | —  | —  | —  | 48 | Change of Heart    |
| 1984                                             | Say You Love Me Again                      | —  | —  | —  | —  | —  | —  | —  | 94 | Change of Heart    |
| 1985                                             | Let's Go Together                          | 97 | 56 | 33 | —  | —  | 42 | —  | 37 | Turn on Your Radio |
| 1985                                             | Examination                                | —  | —  | —  | —  | —  | —  | —  | —  | Turn on Your Radio |
| 1985                                             | Oh What A Feeling                          | —  | —  | —  | —  | —  | —  | —  | 56 | Turn on Your Radio |
| 1985                                             | Mutual Attraction                          | —  | —  | —  | —  | —  | —  | —  | 60 | Turn on Your Radio |
| "—" indica un singolo non entrato in classifica. |                                            |    |    |    |    |    |    |    |    |                    |